# Tempio di Asclepio (Epidauro)
Il tempio di Asclepio è un tempio del IV secolo a.C. dedicato ad Asclepio presso il sito di Epidauro in Grecia.

## Il tempio
Fu costruito nelle vicinanze dell'abaton tra il 380 e il 375 a.C.. Era uno dei più piccoli peripteri dorici della Grecia, in marmo e tufo di Corinto, con undici colonne sui lati lunghi, sei sui lati minori e due colonne in antis. Si conservano le fondamenta e, nella cella a navata unica, resta visibile la base sulla quale doveva ergersi la statua di culto. Una fossa lungo la parete meridionale della cella ospitava probabilmente il tesoro di Asclepio. Una lastra in calcare, recante le iscrizioni relative alle spese di costruzione (I.G., IV², 102), riporta il nome di Teodoto quale architetto. La ricca decorazione interna del tempio era opera di Trasimede di Paro che fu forse anche autore della statua di culto crisoelefantina con l'immagine di Asclepio.
Quest'ultima, descritta da Pausania (Paus. II.27.2) come una figura seduta, affiancata da un cane e da un serpente, è stata riprodotta sulle monete di Epidauro del IV secolo a.C. e su alcuni rilievi votivi, uno dei più fedeli conservato a Copenaghen (Ny Carlsberg Glyptotek 1425).
Il tempio aveva sculture frontali e posteriori e acroteri figurali. Questi, opera di maestri scultori dell'epoca, occupano una sala di rilievo nel Museo Archeologico Nazionale di Atene.

## Funzione
Il tempio era la parte superiore in cui si svolgevano i riti principali aperti a tutti, mentre esisteva una parte più nascosta detta abaton divisa nella sezione accessibile solo ai sacerdoti e in quella accessibile ai malati. In questa seconda parte si eseguiva il rito dell'incubazione per cui Asclepio o altre entità parlavano in sogno all'ammalato dando indicazioni per la cura.

## Galleria d'immagini

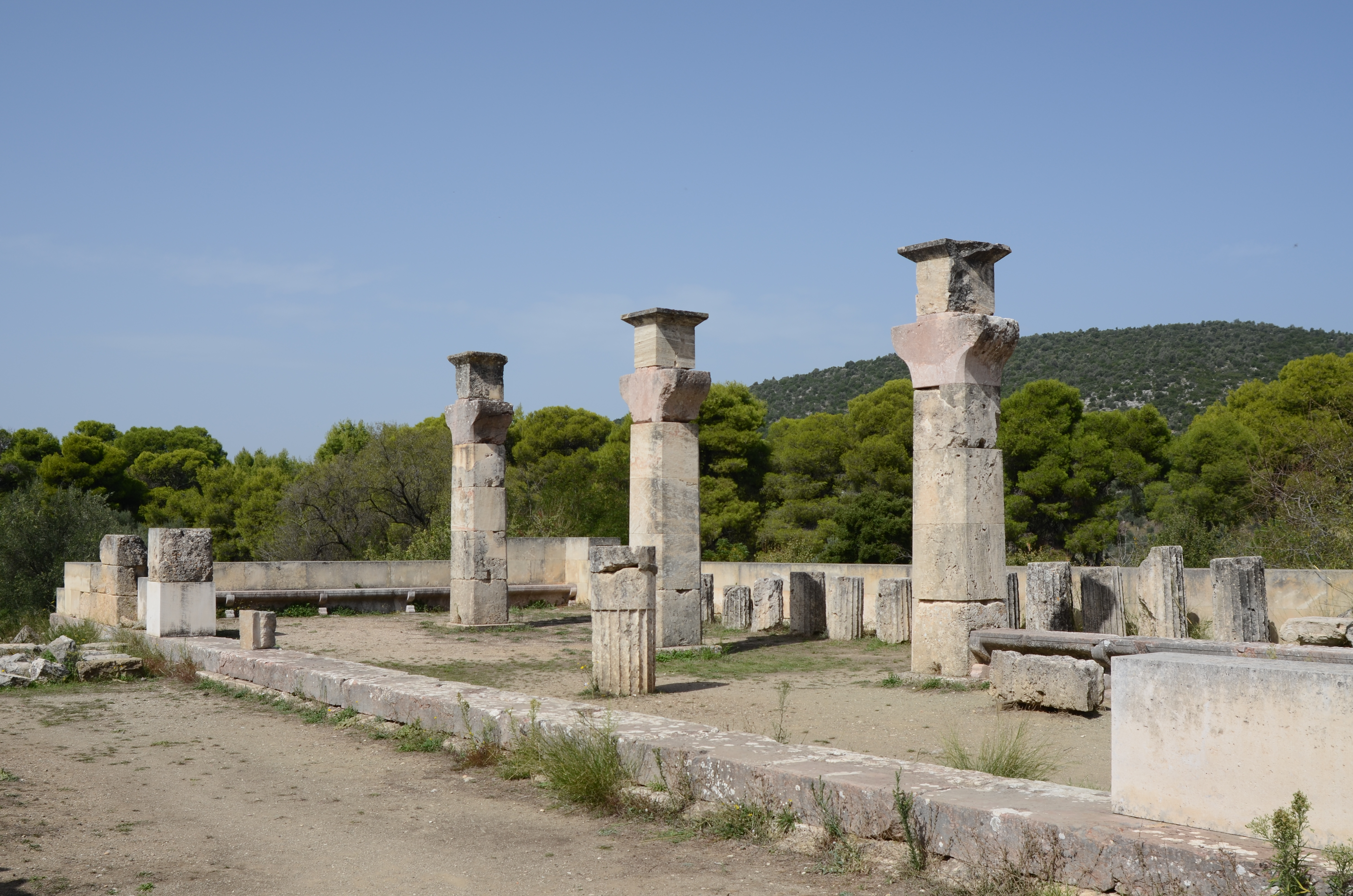
Rovine
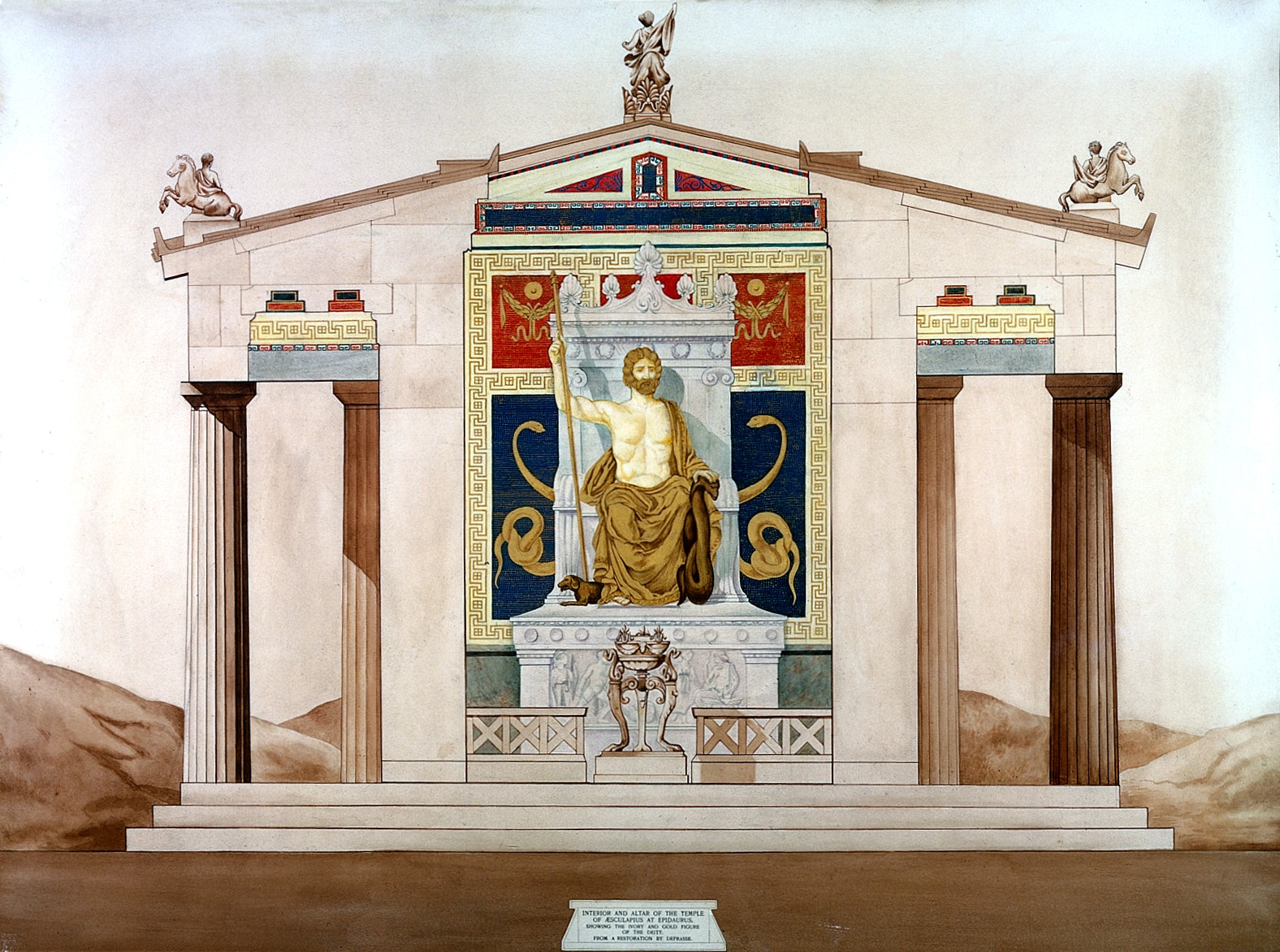
Ricostruzione del tempio
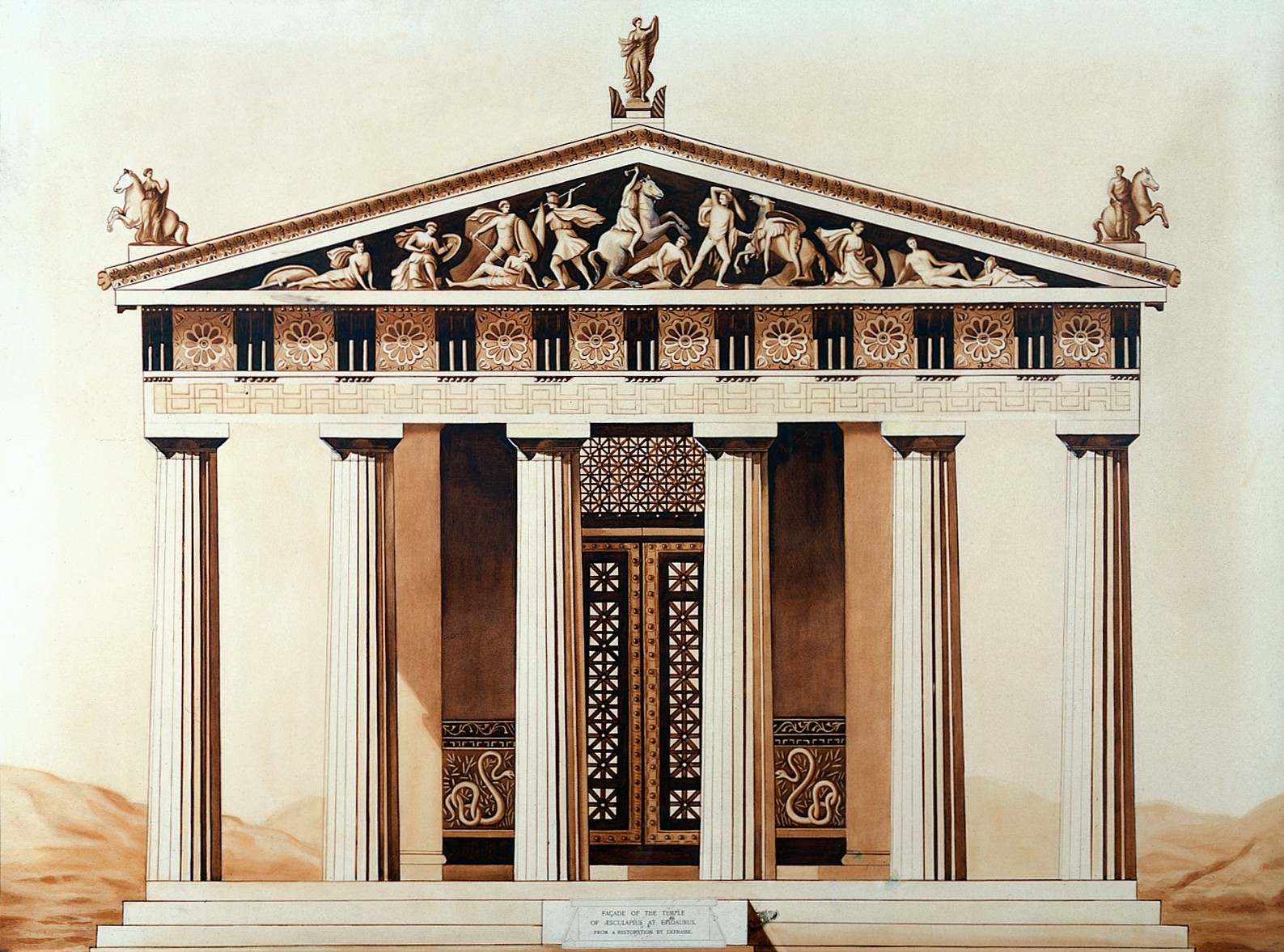
Ricostruzione della facciata del tempio
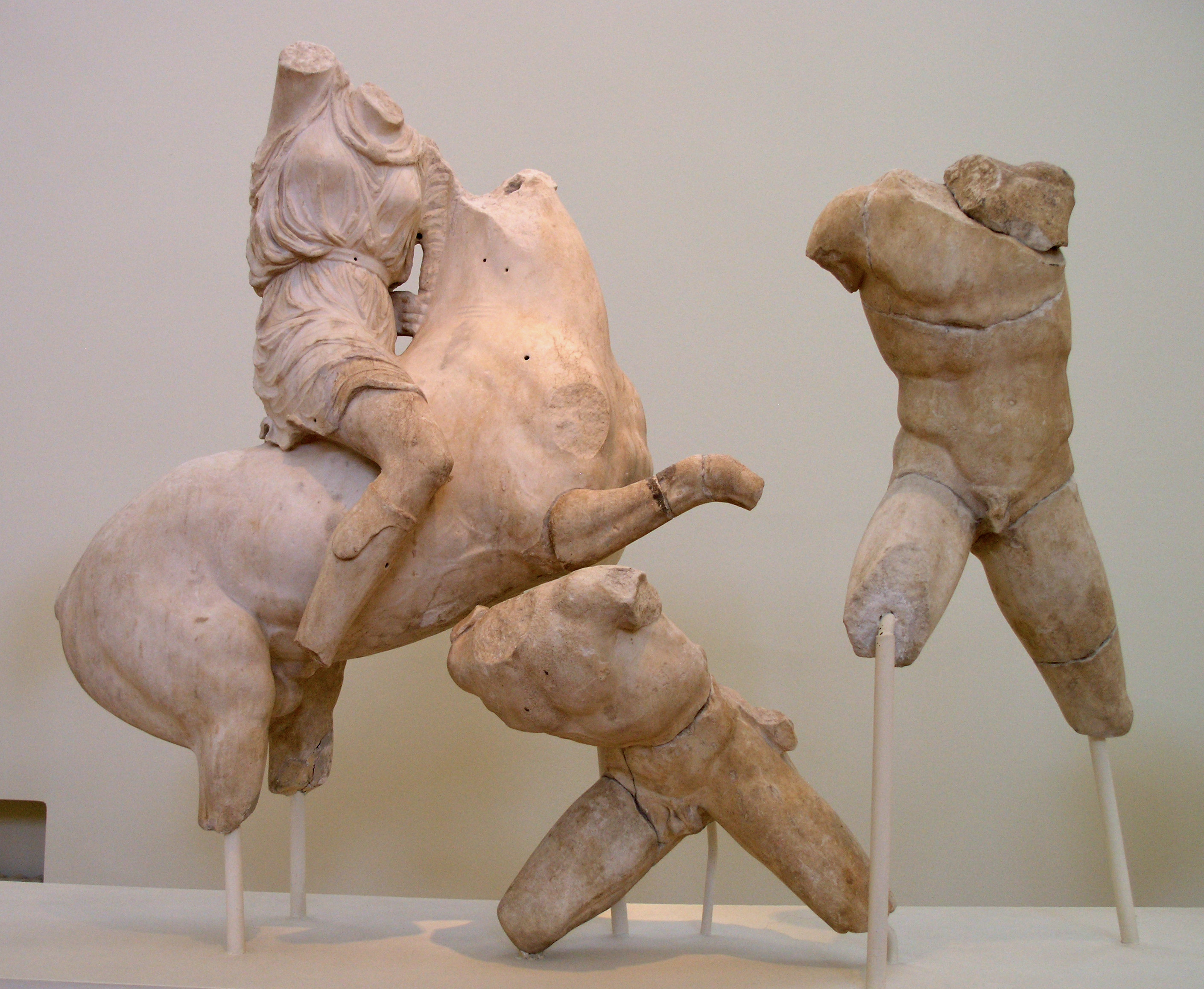
Frontoni del tempio